# Linktree

Il logo di Linktree

Linktree è una landing page freemium per social media sviluppata da Alex Zaccaria, Anthony Zaccaria e Nick Humphreys, con sede a Melbourne, Australia. Fondata nel 2016, funge da pagina di destinazione e aggregatore per tutti i collegamenti di una persona o un'azienda ai propri social media (Youtube, Facebook, Instagram, Twitch, e così via) i quali solitamente non consentono collegamenti ipertestuali multipli nei profili degli utenti.
L'utente può personalizzare l'aspetto della propria pagina con alcuni accorgimenti grafici e, nel caso possegga un account a pagamento (scegliendo tra le opzioni Starter, Pro e Premium), ha a disposizione ulteriori funzioni di analisi del traffico, sfondi, bottoni, animazioni e template. Il sito consente anche di creare QR code.

## Storia

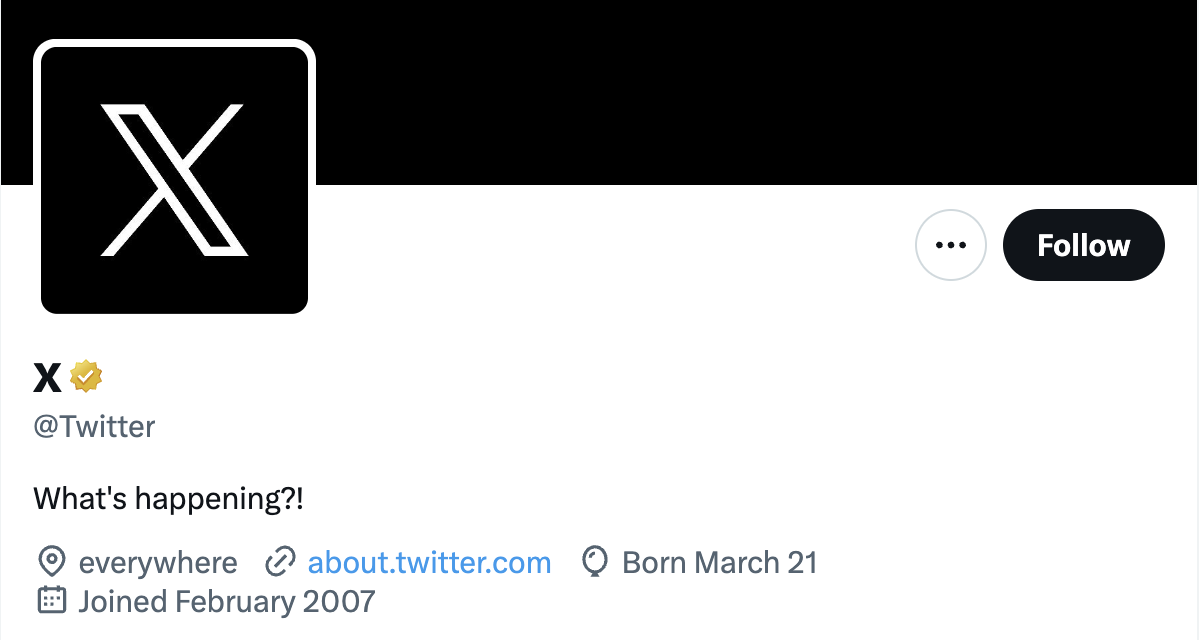
Linktree è stata fondata nel 2016 per rispondere all'esigenza degli utenti di poter inserire diversi collegamenti in una pagina Web, cosa che solitamente non possono fare nei loro profili social nell'area superiore dove restano fissi i dati personali. Qui un esempio di un profilo Twitter in cui l'utente non può inserire link ad altri social o siti Web. Può farlo infatti solo nella bacheca (l'area in cui può condividere link, foto, video e testi) ma che in caso di nuovi post e aggiornamenti scorreranno verso il basso e non rimarranno fissi.

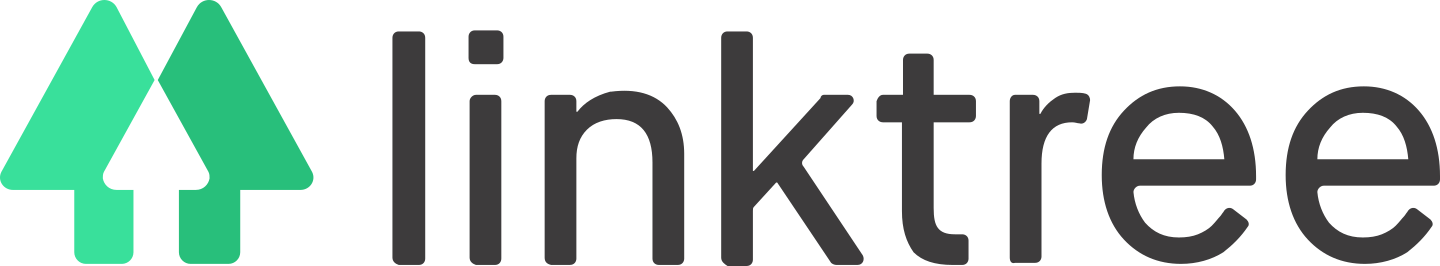
Il logo di Linktree fino al 2022

Il sito è stato creato in sei ore. Nel 2018, Instagram lo ha bannato a causa di "spam", anche se il ban è stato poi revocato e Instagram si è scusato. Nel dicembre di quell'anno, il numero di utenti ha raggiunto 1 milione, poi 3 milioni alla fine del 2019, nell'ottobre 2020 più di 8 milioni e a marzo 2021 quasi 16 milioni, con un incremento del 300% rispetto all’anno precedente.
Nell'agosto 2021 Linktree ha annunciato l'acquisizione di Odesli, un fornitore di collegamenti intelligenti ("smart links", ovvero URL attraverso i quali si può reindirizzare il traffico di utenti ad un'offerta commerciale mirata in base al targeting) per diventare uno "sportello unico" per i musicisti che cercano di monetizzare la propria arte.
Sempre in quell'anno la società ha specificato che avrebbe bloccato gli utenti che pubblicavano collegamenti a incontri sessuali e ad altri servizi simili.
Fra il 2021 e il 2022 Linktree ha visto raddoppiare gli iscritti raggiungendo i 24 milioni, fra cui figurano cantanti famosi, influencer e grandi aziende. Nel 2022 ha raggiunto un valore di 1,3 miliardi di dollari.
Linktree ha annunciato la sua partnership con TikTok a metà del 2022. Quell'anno ha anche sviluppato la propria app ufficiale e ha annunciato una nuova serie di funzionalità NFT all'interno dello spazio Web3, consentendo agli utenti di mostrare oggetti da collezione digitali. Queste funzioni sono nate da una collaborazione con OpenSea (un marketplace NFT). È stata anche aggiunta la possibilità di collegare portafogli MetaMask (un software per criptovalute).
Nel 2023 ha raggiunto più di 30 milioni di utenti, 250 dipendenti e circa 63.000 siti Web clienti.
In quell'anno Snapchat ha annunciato una nuova integrazione con Linktree.

## Funzionalità e abbonamenti
Linktree è un servizio freemium: è gratuito, ma dispone anche di un abbonamento in versione "Starter", "Pro" oppure "Premium" lanciato nell'aprile 2017, che offre ulteriori vantaggi, come più opzioni di personalizzazione, analisi più dettagliate, integrazione dell'iscrizione via email, rimozione del logo Linktree, eccetera. Gli utenti possono caricare tutti i collegamenti che desiderano nonostante non siano iscritti. Le versioni a pagamento mettono a disposizione delle analisi di monitoraggio e di provenienza del traffico Web della propria pagina Linktree, consentono agli utenti di visualizzare le percentuali di clic, di ottenere assistenza prioritaria in caso di necessità e l'integrazione di servizi come Mailchimp, Google Analytics e altri. Entrambe le offerte (base e pay) consentono agli utenti di creare una pagina personalizzabile, che ospita tutti i loro collegamenti ai social media e ai siti Web ufficiali.
Linktree può essere incorporato come link nei social media, nelle pagine Web e in una newsletter.
Linktree ha inoltre collaborato con Amazon, consentendo agli utenti di caricare il profilo del proprio negozio online come collegamento di affiliazione.
Nel 2024 Linktree ha introdotto nuove funzioni per programmare e archiviare i link e per importare in modo automatico i video più recenti da YouTube e TikTok.

## Riconoscimenti
Nel 2019, Linktree è stata inclusa nell'elenco "Upstart 100" della CNBC delle "giovani startup più brillanti, più intriganti e che promettono di diventare le grandi aziende di domani". Nel marzo 2020, Fast Company ha posizionato Linktree al quarto posto nell'elenco delle "aziende più innovative del 2020" nella categoria "Social media" per "aver trasformato il "link in bio" di Instagram in un menu elegante per la condivisione di articoli, merchandising, o partnership retribuite." Per fare un confronto, in quell'anno al primo posto c'era Cameo (un sito americano di condivisione video) e al terzo Pinterest. Al quarto posto negli altri anni si sono piazzati Reddit (2018 e 2021), Are.na (2019, un social network e piattaforma di ricerca creativa) e Genies, Inc. (2022, un'azienda americana di tecnologia avatar).
Linktree ha vinto anche i Pause Awards nel 2019, 2020 e 2021.

## Divieti continui di Instagram
È stato riferito che Linktree, iniziato come strumento di "link in bio" per Instagram (ossia l’area che si trova sotto all’immagine di un profilo e immediatamente sopra a tutti i post, cioè sotto al feed), è stato bannato da tale social nel 2018, poiché considerato come "non rispettoso degli standard della comunità", in particolare come sito Web di spam. Questo divieto ha portato a migliorare il rapporto tra Linktree e Instagram dopo che migliaia di utenti hanno solidarizzato a favore di Linktree, che dichiarò di stare intervenendo sul problema attraverso un team di esperti. Il divieto è stato poi revocato e Instagram si è scusato.
A marzo 2021 Instagram rappresentava meno del 40% del traffico del profilo di Linktree.
Nel 2023 Instagram ha aggiunto la possibilità di creare fino a 5 link in bio senza necessariamente passare da Linktree, sebbene quest'ultimo permetta di inserire un maggior numero di link sulla pagina personale di un utente.

## Finanziamenti
Il 27 ottobre 2020, Linktree ha annunciato di aver ricevuto 10,7 milioni di dollari in "finanziamenti di serie A" (ossia cicli di finanziamento che generalmente offrono agli investitori esterni l'opportunità di investire denaro in una società in crescita in cambio di azioni o proprietà parziali) da Airtree Ventures e Insight Partners. Il finanziamento è il primo concesso alla società da un investitore istituzionale.
Linktree ha effettuato infatti una serie di round di finanziamenti, ossia una raccolta di capitale di rischio che avviene nella fase di crescita di una startup.
Il 26 marzo 2021, Linktree ha annunciato la chiusura di un round di "finanziamento di serie B" (il secondo round di finanziamento di un'impresa attraverso investimenti) da 45 milioni di dollari. Il round è stato co-guidato da Index Ventures e Coatue, con la partecipazione degli investitori di ritorno AirTree Ventures e Insight Partners. Dopo aver raccolto 110 milioni di dollari nel gennaio 2022 ed essersi offerta di pagare ai propri dipendenti 6.000 dollari come bonus annuale, la società ha annunciato che avrebbe licenziato il 17% della sua forza lavoro citando le dinamiche di cambiamento.
Linktree nel 2021 ha siglato una partnership con PayPal per consentire i pagamenti diretti senza che gli utenti debbano necessariamente aprire ulteriori pagine o schede del browser. Linktree infatti permette agli utenti di raccogliere pagamenti e donazioni provenienti dai propri visitatori.
Linktree nel marzo 2024 contava 47 milioni di utenti e ha lanciato il suo programma di social commerce in versione alfa con partner come Sephora, Revolve e Urban Outfitters. La società ha affermato che offrirà tassi di commissione agli utenti (attraverso i link di affiliazione) compresi tra il 12 e il 15%.

## Limitazioni
Linktree non permette una personalizzazione così ampia a livello estetico e contenutistico come quella possibile in un sito Web o in una landing page creata tramite codice, la creazione di un blog, l'aggiunta di servizi come Google Adsense, la possibilità di creare più pagine Web nello stesso URL. Da quest'ultimo non è nemmeno possibile togliere il nome "Linktree".
Linktree può inoltre non avere la stessa SEO e lo stesso traffico di utenti di un sito Web aziendale/personale.

## Alternative
Solitamente se l'utente o l'azienda possiede un sito Web, i link alle pagine social vengono raggruppati nella pagina "contatti" e/o nell'header o nel footer di esso.
L'utente può anche creare una propria landing page personale e inserire i link ai propri social media senza passare da Linktree se possiede competenze HTML e/o CMS come Wordpress. In alternativa esistono servizi simili a Linktree, ad esempio:
- SendPulse
- Elink.io
- Sked Social
- Campsite.bio
- ContactInBio
- Smart.bio
- Linkpop
- Feedlink
- Pallyy
- Tap.Bio
- Lnk.Bio
- ShortStack
- Leadpages
- Milkshake
- Linkin.bio
- Jotform Apps
- Shorby
- Bio.fm
- EverLinks
- Link in Profile
- Taplink
- Carrd
- Instapage
- Unbounce
- Snipfeed
- Bio.link
- Linklist
- Woorise
- Bitly